# Marvaux-Vieux
Marvaux-Vieux település Franciaországban, Ardennes megyében. Lakosainak száma 70 fő (2022. január 1.). Marvaux-Vieux Ardeuil-et-Montfauxelles, Aure, Liry, Manre, Monthois és Séchault községekkel határos.

## Népesség
A település népességének változása:
| Lakosok száma | 136  | 113  | 89   | 67   | 76   | 74   | 73   | 75   | 73   | 70   |
|               | 1968 | 1982 | 1990 | 2006 | 2013 | 2015 | 2017 | 2019 | 2020 | 2022 |